# CAAT pojačavač vezivanja
CAAT pojačavač vezivanja (CEB) je regulatorna sekvenca za insulinski gen.